# النابغة (فرع العدين)

تعديل مصدري - تعديل

النابغة محلة تابعة لقرية الكريبية، التابعة لعزلة بني احمد والثلث بمديرية فرع العدين إحدى مديريات محافظة إب في الجمهورية اليمنية، بلغ تعداد سكانها 20 حسب تعداد اليمن لعام 2004.